# Јога као терапија
Јога као терапија је употреба јоге као вежбе, која се углавном састоји од положаја који се називају асане, облика вежбања и опуштања који се практикује са намером да се побољша здравље. Овај облик јоге се широко практикује на часовима и може укључивати медитацију, слике, рад на дисању (пранајама) и умирујућу музику, као и постуралну јогу.
Најмање три врсте здравствених тврдњи дате су за јогу: магичне тврдње за средњовековну хата јогу, укључујући моћ исцељења; непоткријепљене тврдње о користима за системе органа од праксе асана; и мање-више добро поткријепљене тврдње о специфичним медицинским и психолошким користима од студија различитих величина користећи широк спектар методологија.
Систематски прегледи су открили корисне ефекте јоге на бол у доњем делу леђа и депресију, али упркос много истраживања, мало или нимало доказа о користи за одређена медицинска стања. Проучавање јоге осетљиве на трауму је отежано слабом методологијом.

## Контекст
Часови јоге који се користе као терапија обично се састоје од асана (положаја који се користе за истезање), пранаиаме (вежбе дисања) и релаксације у савасани (лежећи). Физичке асане модерне јоге повезане су са средњовековном традицијом хата јоге, али нису биле широко практиковане у Индији пре почетка 20. века.
Број школа и стилова јоге у западном свету нагло је растао од краја 20. века. До 2012. било је најмање 19 распрострањених стилова од Аштанга Вињаса јоге до Винијоге. Они наглашавају различите аспекте укључујући аеробне вежбе, прецизност у асанама и духовност у традицији хата јоге. Ове аспекте могу илустровати школе са карактеристичним стиловима. Бикрам јога има стил аеробних вежби са собама загрејаним на 105 °F (41 °C) и фиксни низ од 2 вежбе дисања и 26 асана које се изводе у свакој сесији. Ијенгар јога наглашава правилно поравнање у положајима, радећи полако, по потреби са реквизитима, а завршавајући опуштањем. Сивананда јога се више фокусира на духовну праксу, са 12 основних поза, појањем на санскрту, пранајама вежбама дисања, медитацијом и опуштањем на сваком часу, а важност се придаје вегетаријанској исхрани.

## Врсте потраживања
Најмање три различите врсте тврдњи о терапијским користима су дате за јогу од средњег века па надаље, не рачунајући општије тврдње о добром здрављу изнете током овог периода: магијске моћи, биомедицинске тврдње у маркетиншке сврхе и специфичне медицинске тврдње. Ниједна од прва два није поткријепљена поузданим доказима. Медицинске тврдње су подржане доказима различитог квалитета, од студија случаја до контролисаних испитивања и на крају систематског прегледа вишеструких испитивања.

### Магичне моћи
Средњовековни аутори су тврдили да је Хата јога донела физичке (као и духовне) користи и дала магичне моћи, укључујући исцељење. Хата јога прадипика (ХИП) наводи да асане уопште, описане као прва помоћна помоћ хата јоге, дају „стабилност, добро здравље и лакоћу удова“. (ХИП 1.17)  Специфичне асане, како се тврди, доносе додатне предности; на пример, Матсиендрасана буди Кундалини и помаже да се спречи нехотично излучивање сперме ; (ХИП 1.27) Пашимотанасана "подстиче ватру за варење, мршави стомак и даје добро здравље"; (ХИП 1.29) Шавасана „отклања умор и опушта ум“; (ХИП 1.32) док Падмасана "уништава све болести" (ХИП 1.47). Ове тврдње леже у традицији у свим облицима јоге да практичари могу стећи натприродне моћи. Хемачандрина Јогашастра (1.8–9) наводи магичне моћи, које укључују лечење и уништавање отрова.

### Биомедицинске тврдње у маркетиншке сврхе
Заговорници неких школа јоге из двадесетог века, као што је Белур Ајенгар, из различитих разлога су тврдили о ефектима јоге на одређене органе, не наводећи никакве доказе. Научник јоге Сузан Њукомб тврди да је ово била једна од неколико визија јоге као у неком смислу терапеутске, у распону од медицинске до популарније понуде здравља и благостања.  Научник јоге Андреа Џејн описује ове Ајенгарове тврдње у смислу „разраде и јачања његовог бренда јоге“  и „масовног маркетинга“,  називајући Ајенгарову књигу Светло о јоги из 1966. „вероватно најзначајнијим догађајем у процесу разраде бренда“. Учитељ јоге Берни Гурли напомиње да књига нити описује контраиндикације систематски, нити пружа доказе за наведене предности. Џејн сугерише да је „његов биомедицински дијалект био привлачан многима“. На пример, у књизи Ајенгар тврди да су асане циклуса Ека Пада Сирсасана.}}
...тонизују мишићни, нервни и циркулаторни систем целог тела. Кичма добија богато снабдевање крвљу, што повећава нервну енергију у чакри (различитим нервним плексусима који се налазе у кичми), замашњацима у машини људског тела. Ове позе развијају грудни кош и чине дисање пунијим, а тело чвршћим; заустављају нервно дрхтање тела и спречавају болести које га изазивају; они такође помажу да се елиминишу токсини тако што снабдевају чистом крвљу сваки део тела и враћају загушену крв назад у срце и плућа ради прочишћавања.
Историју таквих тврдњи прегледао је Вилијам Ј. Брод у својој књизи Наука о јоги из 2012. године. Брод тврди да иако су здравствене тврдње о јоги започеле као хиндуистичко националистичко држање, испоставило се да иронично  постоји „богатство стварних користи“.

## Врсте активности

### Лековита јога
Међународно удружење јога терапеута нуди дефиницију јога терапије која може да обухвати широк спектар активности и пракси, називајући је „процесом оснаживања појединаца да напредују ка побољшању здравља и благостања кроз примену учења и праксе јоге“.
Историја корективне јоге сеже до пионира јоге као вежбе, Кришнамачари и Ајенгара. Ајенгар је био болешљив као дете, а јога са својим шураком Кришнамачаријом је побољшала његово здравље; то је такође помогло његовој ћерки Гити, тако да је његов одговор на здравствене проблеме његових ученика, по Њукомбовом мишљењу, „био интензиван и лични“. У ствари, Ајенгар је третирао „поправну јогу“ као аналогну медицинској гимнастици Хенрика Линга. Још 1940. Ајенгар је користио јогу као терапију за уобичајена стања као што су проблеми са синусима, болови у леђима и умор. Ајенгар је био вољан да гурне људе кроз бол „да им [покаже] нове могућности“. Током 1960-их, обучио је неколико људи као што су Дијана Клифтон и Силва Мехта да предају ову исправну јогу; одређене асане су коришћене за различите услове, а учитељи Ајенгар јоге који нису били поправни су учени да обавесте ученике да обични часови нису прикладни за "озбиљна здравствена питања". Мехта је предавао часове поправне јоге у Институту за јогу Ајенгар у Мајда Вале од његовог отварања 1984. Допринела је „Програмима лечења“ за стања као што су артритис, бол у леђима, проблеми са хрскавицом колена, трудноћа, ишијас, сколиоза и проширене вене у Мехтасовој књизи Јога на Ајенгаров начин из 1990. године. Међутим, Ајенгар је био поштован према западној медицини и њеним проценама, тако да се по Њукомбовом мишљењу Ајенгар јога „позиционира као комплементарна стандардном медицинском третману, а не као алтернатива“.
Њукомб тврди да је у Британији јога „у великој мери избегла отворени сукоб са медицинском професијом истовремено професионализујући се са образовним квалификацијама и приклањајући се медицинској експертизи“. Након серије Јога за здравље Ричарда Хитлмана на ITV-у од 1971. до 1974. продуцент серије Хауард Кент основао је добротворну организацију, Фондацију Јога за здравље, за „Истраживање терапеутских предности које се могу постићи вежбањем јоге“;  резиденцијални курсеви су почели 1978. у Иквел Берију у Бедфордширу.  Фондација је навела да јога није била терапија или лек, већ је имала „терапеутске користи“, било физичке, менталне или емоционалне, и да је деловала посебно код „физички хендикепираних“. Њукомб напомиње да је трећу организацију, Иога Биомедицал Труст, основао биолог Робин Монро 1983. године у Кембриџу да би истраживао комплементарне терапије. Било му је тешко да добије средства за истраживање и 1990-их се преселио у Лондон, фокусирајући се на обуку учитеља јоге за јогу као терапију и пружање јоге као индивидуализоване терапије, користећи пранајаму, релаксацију и асане.

### Спортска медицина
Са становишта спортске медицине, асане функционишу као активна истезања, помажући у заштити мишића од повреда; треба их изводити подједнако са обе стране, прво јача страна ако се користи за физичку рехабилитацију.

## Истраживања

### Методологија
Велики део истраживања о терапеутској употреби јоге био је у облику прелиминарних студија или клиничких испитивања ниског методолошког квалитета, укључујући мале величине узорака, неадекватну контролу и заслепљивање, недостатак рандомизације и висок ризик од пристрасности. Потребна су даља истраживања како би се квантификовале користи и разјаснили укључени механизми.
На пример, у прегледу литературе из 2010. о употреби јоге за депресију наводи се: „иако су резултати ових испитивања охрабрујући, треба их посматрати као веома прелиминарне јер су испитивања, као група, патила од значајних методолошких ограничења“. Систематски преглед о утицају јоге на расположење и мозак из 2015. препоручио је да будућа клиничка испитивања треба да примењују више методолошке строгости.

### Механизми
Тврди се да вежбање асана побољшава флексибилност, снагу и равнотежу; за ублажавање стреса и анксиозности и за смањење симптома болова у доњем делу леђа, без нужног показивања прецизних механизама који су укључени. Преглед пет студија приметио је да су три психолошка механизма ( позитиван афект, свесност, самосаосећање ) и четири биолошка механизма (постериорни хипоталамус, интерлеукин-6, Ц-реактивни протеин и кортизол ) који могу деловати на стрес испитана емпиријски, док многи други потенцијални механизми тек треба да се проуче; Утврђено је да четири механизма (позитиван афект, самосаосећање, инхибиција задњег хипоталамуса и пљувачки кортизол) посредују у ефекту јоге на стрес.

### Бол у доњем делу леђа
Бол у леђима је један од разлога зашто људи узимају јогу, а барем од 1960-их неки практичари тврде да им она ублажава симптоме.
Систематски преглед употребе јоге за бол у доњем делу леђа из 2013. године пронашао је јаке доказе за краткорочне и дугорочне ефекте на бол, и умерене доказе за дугорочну корист код инвалидитета специфичног за леђа, без озбиљних нежељених догађаја. Анализирано је десет рандомизованих контролисаних студија, од којих је осам имало низак ризик од пристрасности. Измерени резултати укључивали су побољшања у „болу, инвалидитету карактеристичном за леђа, генеричком инвалидитету, квалитету живота у вези са здрављем и глобалном побољшању“. У прегледу је наведено да се јога може препоручити као додатна терапија пацијентима са хроничним болом у леђима. Кохрејн систематски преглед јоге за хронични неспецифични бол у доњем делу леђа из 2022. укључивао је 21 рандомизовано контролисано испитивање и открио да је јога произвела клинички неважна побољшања бола и функције специфичних за леђа. Побољшања у функцији специфичних за леђа била су слична онима добијеним од других облика терапијских вежби, као што је физикална терапија.

### Ментални поремећаји
Јогу осетљиву на трауму развили су Дејвид Емерсон и други из Центра за трауму при Институту за ресурсе правде у Бруклајну. Центар користи јогу заједно са другим третманима како би подржао опоравак од трауматских епизода и омогућио излечење од посттрауматског стресног поремећаја (ПТСП). Радници укључујући Бесела ван дер Колка и Ричарда Милера проучавали су како клијенти могу „повратити удобност у свом телу, супротставити се руминацији и побољшати саморегулацију кроз јогу“.
Систематски прегледи показују да јога нуди умерену корист у лечењу ПТСП-а. Систематски преглед ПТСП-а из 2017. код ветерана после 11. септембра 2011. показао је да су учесници у студијама који су прошли обуку свесности, терапију ума и тела и јогу „пријавили значајна побољшања симптома ПТСП-а“. Још један систематски преглед ветерана исте године такође је открио побољшање симптома ПТСП-а. Други систематски прегледи постулирају да дизајнирање стила и упутстава за потребе ветерана доводи до бољих резултата и већег утицаја на симптоме ПТСП-а.
Систематски преглед употребе јоге за депресију из 2013. године пронашао је умерене доказе о краткорочној користи у односу на „уобичајену негу“ и ограничене доказе у поређењу са релаксацијом и аеробним вежбама. Само 3 од 12 рандомизованих контролисаних студија имале су низак ризик од пристрасности. Разноликост студија је онемогућила анализу дугорочних ефеката. Систематски преглед из 2015. о утицају јоге на расположење и мозак закључио је да је „јога повезана са бољом регулацијом симпатичког нервног система и хипоталамус-хипофизно-надбубрежног система, као и смањењем симптома депресије и анксиозности у низу популација“. Систематски преглед из 2017. године открио је неке доказе о предностима код великих депресивних поремећаја, испитујући првенствено резултате побољшања стопе ремисије и озбиљности депресије (и секундарно анксиозности и нежељених догађаја), али сматра да су потребна боља рандомизована контролисана испитивања.

### Кардиоваскуларно здравље
Истраживање о јоги у Аустралији из 2012. примећује да постоје „добри докази“ да су јога и са њом повезани здрав начин живота — често вегетаријанци, обично непушачи, преферирају органску храну, конзумирају мање или нимало алкохола — фактори веома корисни за здравље кардиоваскуларног система, али да је било „мало очигледних фактора ризика и фактора ризика од кардиолошких стања [лекова]. Испитаници су навели јогу као узрок ових промена у начину живота. Анкета примећује да релативни значај различитих фактора није процењен.

## Сигурност
Иако релативно безбедна, јога није облик вежбања без ризика. Корисно се могу предузети разумне мере предострожности, као што је избегавање напредних потеза почетника, не комбиновање праксе са употребом психоактивних дрога и избегавање конкурентности.
Мали проценат практичара јоге сваке године претрпи физичке повреде аналогне спортским повредама. Пракса јоге се наводи као узрок хиперекстензије или ротације врата, што може бити фактор који изазива дисекцију цервикалне артерије.